# USS 존 S. 매케인 (DDG-56)
USS 존 S. 매케인 (DDG-56)은 미국 해군의 알레이버크급 이지스함이다. 아시아 미군의 핵심전력인 미국 제7함대의 영구전진배치 군함 18척 중 하나로서, 일본 요코스카의 요코스카 해군기지를 모항(home port)으로 하고 있다.

## 명칭의 유래

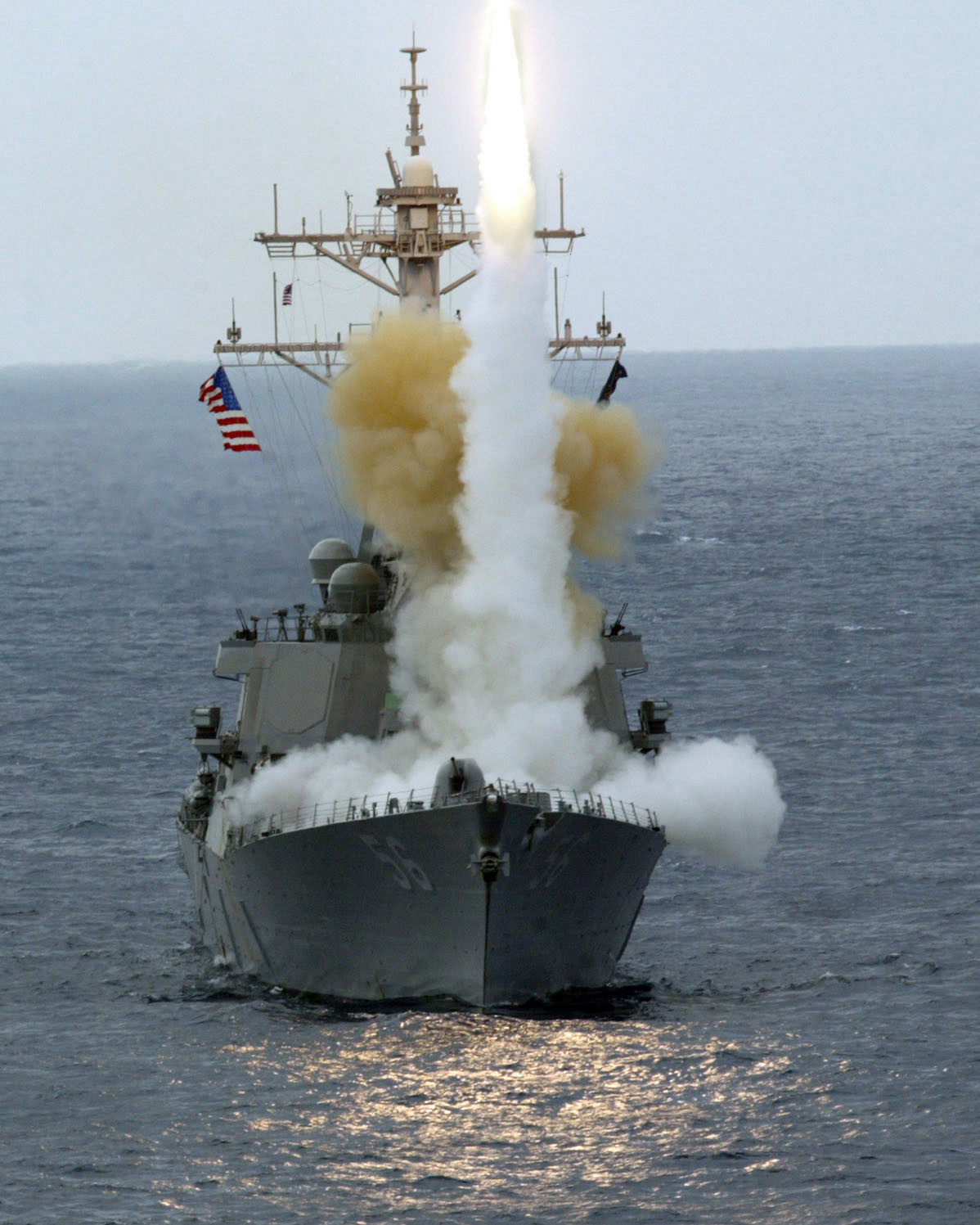
존 매케인 이지스함에서 미사일을 발사하고 있다.

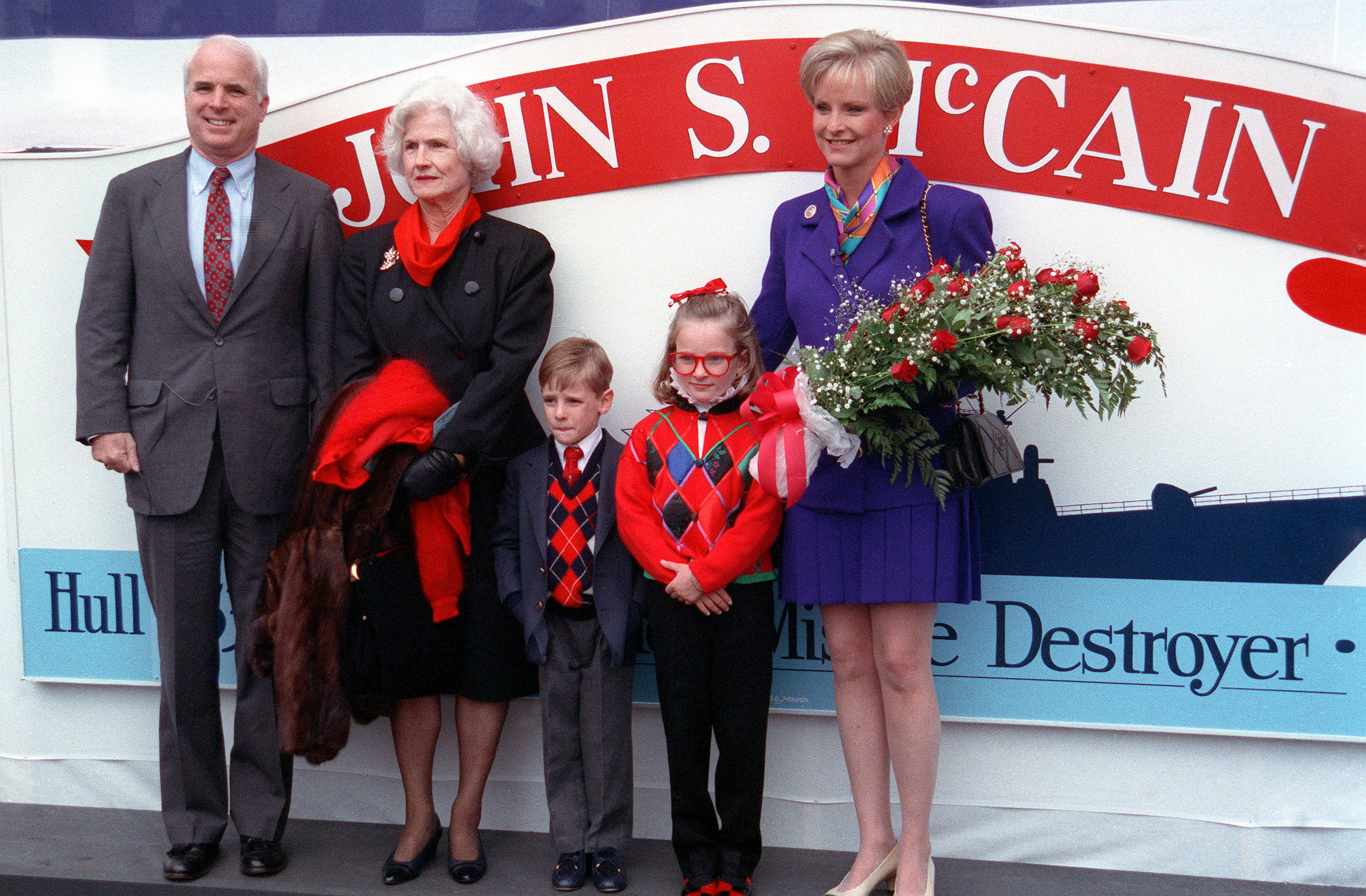
존 매케인 3세의 가족

함명은 존 S. 매케인 시니어(1884년 8월 9일 – 1945년 9월 6일)와 존 S. 매케인 주니어(1911년 1월 17일 – 1981년 3월 22일) 부자의 이름을 딴 것이다. 이들 부자는 미국 해군 사상 첫 4성 장군 부자이다. 2008년 제44대 미국 대통령 선거에서 버락 오바마 민주당 후보에 패한 존 매케인 3세 공화당 후보의 부친과 조부이다.
존 매케인 구축함은 이전에도 있었다. 즉, 1978년에 퇴역한 USS 존 S. 매케인 (DL-3)이다. 이 구축함은 존 S. 매케인 시니어의 이름을 딴 것이었고, 알레이버크급인 DDG-56은 시니어와 주니어 부자의 이름을 딴 것이다.

## 참고
- Fred Willshaw. “USS John S. McCain (DDG-56)”. 《www.navsource.org》 (영어). NavSource Naval History. 2008년 9월 10일에 확인함.